# Diviziunea de recensământ 10, Alberta
Diviziunea de recensământ din provincia canadiană Alberta cuprinde:
- Cities (Orașe)
  - Camrose
  - Lloydminster

- Towns (Localități urbane)
  - Bashaw
  - Bruderheim
  - Lamont
  - Mundare
  - Tofield
  - Two Hills
  - Vegreville
  - Vermilion
  - Viking

- Villages (Sate)
  - Andrew
  - Bawlf
  - Bittern Lake
  - Chipman
  - Dewberry
  - Edberg
  - Ferintosh
  - Hay Lakes
  - Holden
  - Innisfree
  - Kitscoty
  - Mannville
  - Marwayne
  - Minburn
  - Myrnam
  - Paradise Valley
  - Rosalind
  - Ryley
  - Willingdon

- Summer villages (Sate de vacanță)

- Municipal districts (Districte municipale)
  - Beaver County
  - Camrose County
  - Lamont County
  - Minburn No. 27, County of
  - Two Hills No. 21, County of
  - Vermilion River, County of
- Improvement districts (Teritorii neîncorporate)

- Indian reserves (Rezervații indiene)
  - Makaoo (Part) 120